# Martin Šlapák
Martin Slapak (Hořovice, 25 marzo 1987) è un calciatore ceco, attaccante del Gurten.

## Caratteristiche tecniche
Centravanti, può giocare come esterno d'attacco su entrambe le fasce.